# 파토르다 스타디움
자와할랄 네루 스타디움(영어: Jawaharlal Nehru Stadium, 우르두어: فاتوردا اسٹیڈیم)은 인도 고아주 마르가오에 있는 다목적 경기장으로 인도 축구 국가대표팀, 처칠 브라더스 SC과 FC 고아의 홈 구장으로 사용되고 있다.